# الکترومغناطیس زیستی
زیست الکترومغناطیس (به انگلیسی: Bioelectromagnetics) از مهندسی پزشکی دامنه بسیار وسیعی را شامل می‌شود اما در تعریفی کوتاه، بیوالکتریک را می‌توان علم استفاده از اصول الکتریکی، مغناطیسی و الکترومغناطیسی در حوزه پزشکی دانست؛ همچنین الگوبرداری از سیستم‌های بیولوژیکی در طراحی‌های نوین مهندسی نیز در حیطه این علم قرار دارد. در واقع یک مهندس بیوالکتریک علاوه بر این که به تمام گرایشهای مهندسی برق (به ویژه گرایش الکترونیک در مقطع کارشناسی و گرایشهای کنترل و مخابرات در مقاطع بالاتر) با دیدگاهی از حوزه علم خود نظر دارد، از برخی از شاخه‌های مهندسی کامپیوتر و فناوری اطلاعات نیز در حیطه علم مهندسی پزشکی یاری می‌جوید. هدف از ایجاد این گرایش در مقطع کارشناسی، تربیت مهندسان الکترونیکی است که با گذراندن واحدهای درسی و آزمایشگاهی ای نظیر فیزیولوژی، کالبدشناسی و فیزیک پزشکی، به نوعی بلوغ ذهنی و توانایی علمی در حوزه پزشکی دست یابند. دانشجویان پس از فراگیری علوم پایه مهندسی مثل ریاضی و فیزیک و تا حد مختصری علوم پایه پزشکی با مدارهای الکتریکی و تکنیکهای بکار رفته در تجهیزات پزشکی مانند سیستمهای تصویر برداری، سیستمهای پرتوپزشکی، سیستمهای بکار رفته در اتاق عمل و بخش‌های CCU و ICU و تجهیزات الکتریکی بکار رفته در بدن آشنا می‌شوند. البته این آشنایی‌ها محدود می‌باشد و برای کسب اطلاعات بیشتر در این زمینه، تحصیل در مقاطع بالاتر مورد نیاز است.
اعم حوزه‌هایی که یک مهندس بیوالکتریک در آن فعالیت می‌کند عبارتند از:
الف – پردازش سیگنال‌های حیاتی
ب – پردازش تصاویر پزشکی و سیستم‌های تصویر برداری
پ – پردازش صوت و گفتار و طراحی سیستم‌های گفتار درمانی جهت کمک به معلولان گفتاری
ت – مدلسازی سیستم‌های بیولوژیک
ث – طراحی بخش‌های الکترونیکی و کنترل اعضاء و اندام مصنوعی و ساخت وسایل توانبخشی
ج – ثبت سیگنال‌های حیاتی و طراحی سیستم‌های مانیتورینگ بیمارستانی
چ – طراحی و ساخت سیستم‌های درمانی و آزمایشگاهی پزشکی

## زمینه‌های تحقیقاتی مهندسی بیوالکتریک
از مهم‌ترین زمینه‌هایی که یک مهندسی بیوالکتریک در مقاطع بالاتر و زمینه‌های کاری می‌تواند به تحقیق و پژوهش بپردازد می‌توان به موارد زیر اشاره کرد:

## زمینه‌های کاری یک مهندس بیوالکتریک در ایران
- ساخت وسایل و تجهیزات بیمارستانی
- همکاری در طراحی تحقیقاتی پزشکی
- نصب و راه اندازی دستگاه‌ها، وسایل پزشکی و تجهیزات فنی بیمارستان‌ها
- تعمیر و نگهداری تجهیزات بیمارستانی
- مشاوره فنی در سفارش و خرید دستگاه‌های پزشکی
- کمک در به کارگیری بهینه از دستگاه‌های پزشکی
- مسئولیت فنی و مهندسی بیمارستان